# Гебгардсгайн
Гебгардсгайн (нім. Gebhardshain) — громада в Німеччині, розташована в землі Рейнланд-Пфальц. Входить до складу району Альтенкірхен. Центр об'єднання громад Гебгардсгайн.
Площа — 5,97 км2. Населення становить 1903 ос. (станом на 31 грудня 2020).

## Галерея

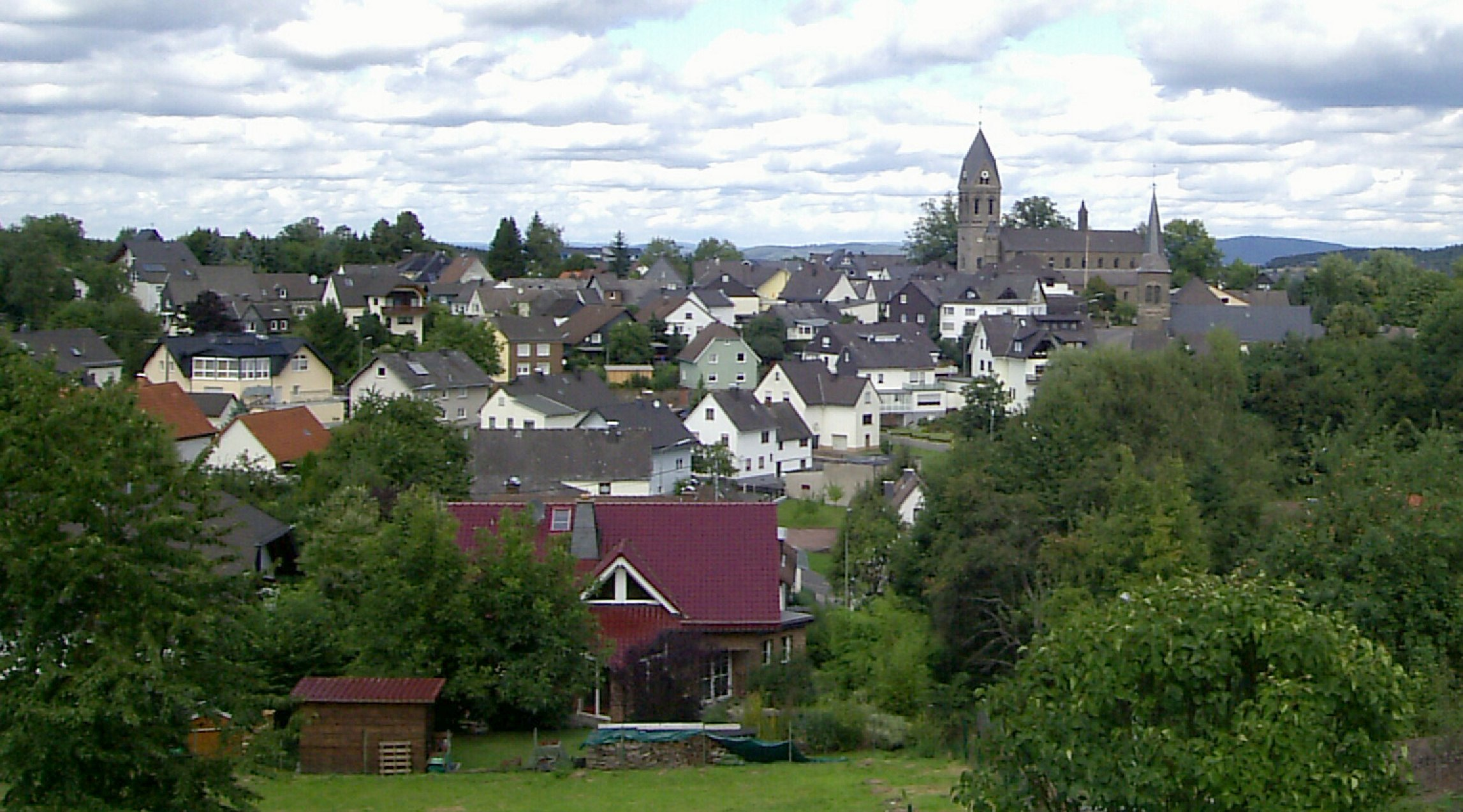
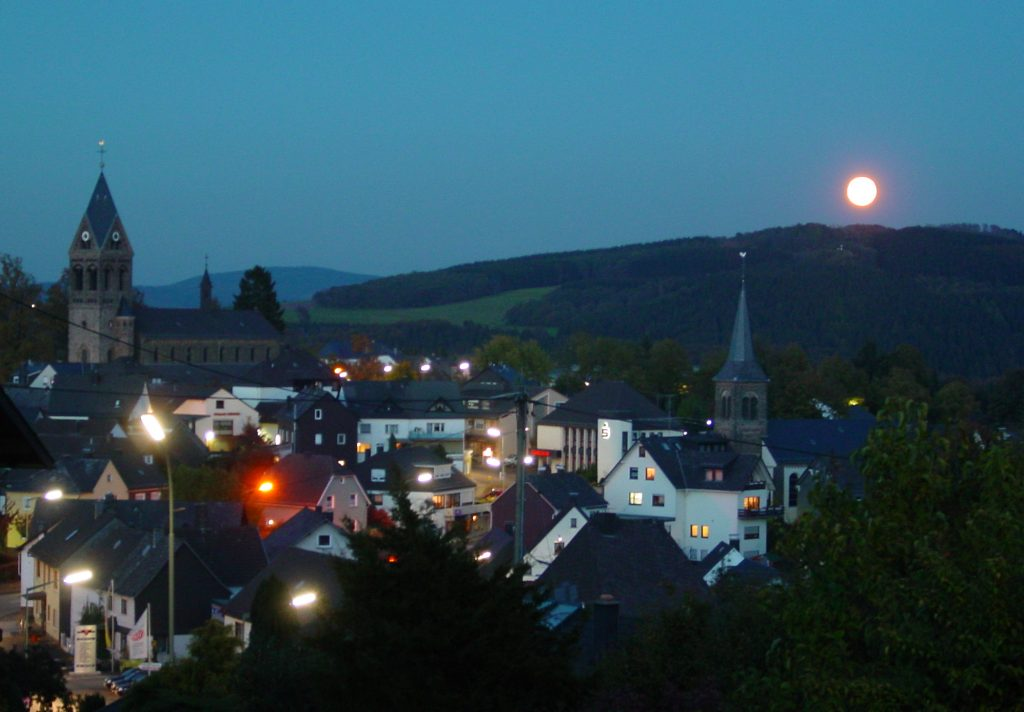
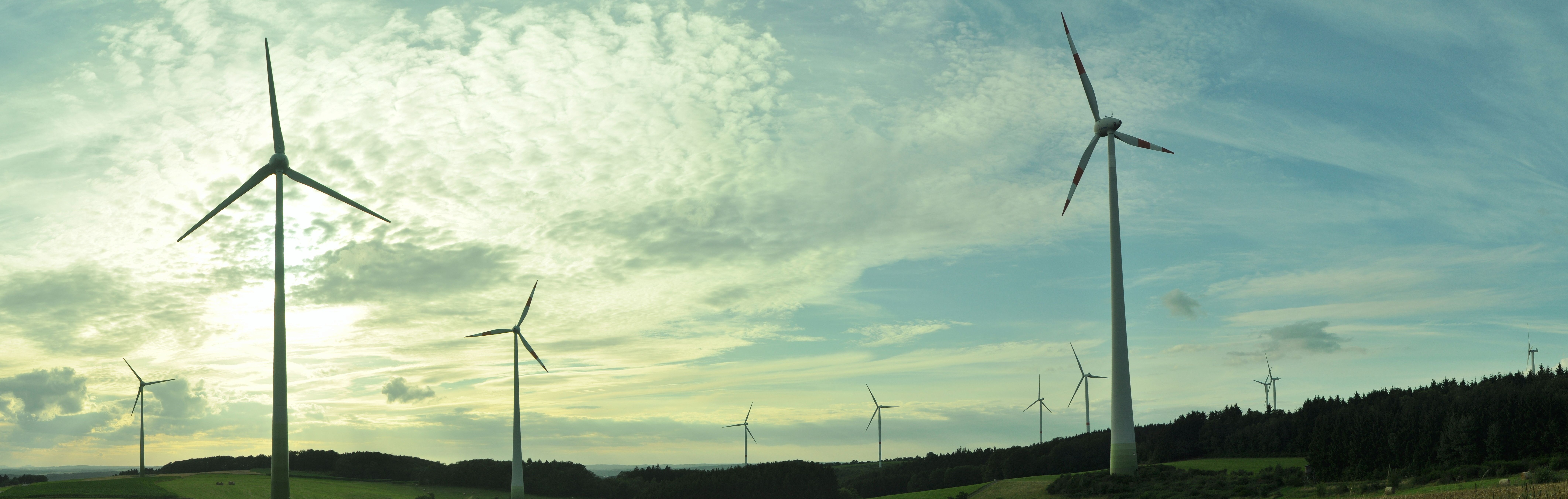